# William Bayliss
William Maddock Bayliss, född 2 maj 1860, död 27 augusti 1924, var en brittisk fysiolog.
Bayliss studerade ursprungligen medicin och därefter zoologi. Han blev professor i allmän fysiologi vid University College London. Han erhöll Royal Medal 1911 och 1919 Royal Societys högsta utmärkelse, Copleymedaljen. År 1922 adlades han. Bland Bayliss vetenskapliga undersökningar märks: om hjärtats elektriska företeelser, om hjärtnerver och blodomloppets reglering, om bukspottsavsöndringen, om tarmarnas rörelser samt om hormonernas inverkan (tillsammans med Ernest Starling). Dessutom undersökningar om den vasomotoriska mekanismen, monografier över olika kapitel av fysiologin, särskilt över enzymatiska processers kinetik. Bayliss är mest känd genom sitt stora encyklopediska verk Principles of general physiology (1914).